# Château de Courtaliéru
 (mars 2015).
Le château de Courtaliéru, situé à 2 km au sud-ouest de Vimarcé en Mayenne, à 8 kilomètres Ouest de Sillé-le-Guillaume, est un de ceux qui surprennent le plus par sa situation en un terrain désert, mais dans une position avantageuse sur le bord oriental d'un plateau élevé, cerné d'une profonde tranchée artificielle.

## Origine
- E. de Courtalarou, 1201 (Cartulaire de Champagne); E. de Cortallaru, 1239 (id.); R., domina de Cortallaru, 1290 (id.); Court Alaru, 1312 (Bibliothèque nationale, F. fr. 8736).

- Les vicomtes du Maine furent toujours opposés aux Normands. Quand les comtes d'Anjou le devinrent aussi du Maine par suite du mariage de la fille du comte Elie au fils de Foulque Réchin, ils s'attachèrent fidèlement à eux, et quand les Plantagenets montèrent sur le trône d'Angleterre, les vicomtes les servirent encore et en reçurent de grands avantages, jusqu'au jour où le rôle de Jean sans Terre et l'habileté politique de Philippe-Auguste les eurent pour toujours détachés du parti anglais et gagnés à la cause française.

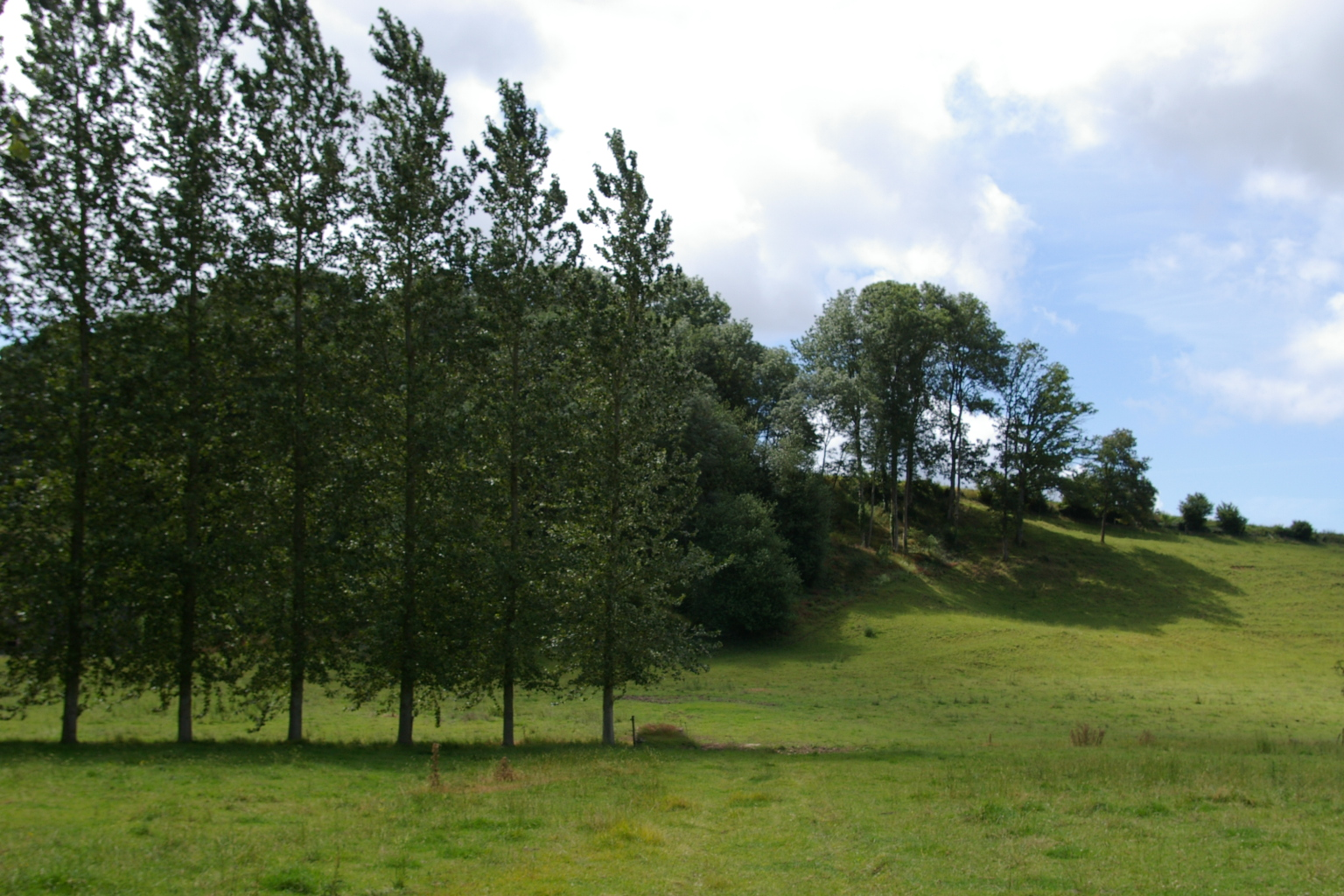
Le site de Courtaliéru

Le premier soin des représentants de l'ancienne féodalité fut d'élever des châteaux-forts pour défendre leurs domaines ou la province. Les vicomtes du Maine, et notamment la puissante famille de Beaumont, n'y manquèrent pas. Ce qu'ils édifièrent en ce genre ne représente pas seulement quelques forteresses isolées, mais toute une ligne de défense, allant du nord-est au sud-ouest, de Fresnay, Bourg-le-Roi, Beaumont, Sillé, à Courtaliéru, Évron, Sainte-Suzanne et Thorigné. C'était une forte barrière qui céda quelquefois à l'invasion normande, mais qui l'arrêta aussi, spécialement devant Sainte-Suzanne.
- Selon Alphonse-Victor Angot, Pierre-François Davelu, Supérieur des prêtres de la Mission du Mans de 1766 à 1775, signale à Courtaliéru les ruines d'un vieux château où il y a plusieurs souterrains. Le fief, vassal de Sillé, très étendu, n'eut toutefois jamais le titre de châtellenie. Un aveu de 1672 mentionne la maison et domaine, fief, garennes et fossés, le moulin de la Moulinaye, trois étangs et un bois de 300 journaux.

L'habitation ainsi désignée est le logis du XVIe siècle qui se trouve au village, au bas de la vallée, et non la vieille ruine dont il n'est pas question. Actuellement encore elle présente pourtant un aspect imposant, située sur un mamelon (170 m) profondément vallonné. La partie ouest, vaste pièce carrée dont les murs épais de 2 m ont encore plus de 15 m de hauteur, constituait un donjon qu'on peut croire à peu près contemporain de ceux de Villaines et de Sainte-Suzanne, comme l'indique l'appareil en feuilles de fougères de quelques assises. 
Les autres constructions accolées à cette forteresse principale sont moins solides, et les murs moins épais. On doit voir dans Courtaliéru un château de la première époque de la féodalité, et dont l'histoire finit avant les guerres anglaises, car, en dépit de quelques récits romanesques qu'on applique dans le pays à ces ruines, et qui se retrouvent partout, aucun fait de guerre n'est mentionné dans les chroniques du XIVe siècle ni du XVe siècle.
Quant aux souterrains, M. le baron de Wismes en parle après plusieurs autres, mais ils n'ont jamais été visités. Là comme ailleurs, on a pris pour des galeries profondes ce qui n'était que l'amorce de caveaux ordinaires ou grottes dans le calcaire.

## Description
Le château comprend trois corps de bâtiment unis de façon à laisser entre eux une cour, défendue par un mur qui en ferme à demi l'entrée. Deux des édifices, l'un au nord long de 15 mètres, l'autre au couchant de 17 mètres, sont exactement en équerre ; à l'est, est le donjon proprement dit, uni à la pointe est du corps septentrional et débordant sur elle.
Les murs en sont plus forts aussi bien que ceux auxquels il se soude, plus sérieusement défendus par des meurtrières aux larges embrasures, des contreforts, sans communication directe avec les autres logis. Le bâtiment de l'ouest n'a qu'une muraille de 0,90 m d'épaisseur. Deux portes y sont indiquées par les trous où se logeaient les poutrelles qui les fermaient, l'une sur l'extérieur, l'autre sur la cour que cernent les trois corps de bâtiments.
On a trouvé dans les décombres des poteries à l'œil de perdrix qui indiquent le XIe siècle ou le XIIe siècle aussi bien que l'appareil en feuilles de fougère et qu'on voit dans quelques parties des murs. Ceux-ci ont encore, dans les parties fortes du donjon et du mur auquel il est joint, la hauteur de deux étages. La famille de Courtaliéru paraît comme vassale des vicomtes du Maine jusqu'au XIIIe siècle.
Frédéric Piel indique en 1845 qu'il existe à l'intérieur un puits et des souterrains taillés dans le roc et que la tradition fait diriger vers le château de Foulletorte à Saint-Georges-sur-Erve, distant d'un kilomètre un quart.

## Destruction auXVesiècle
Olivier Boucher, écuyer breton, capitaine du château d'Orthe, assiégé par le comte d'Arrondel, en personne, vient de traiter par composition avec ce lieutenant d'Henri VI d'Angleterre, qui ordonne la démolition immédiate de ce château (1432); toutes les places-fortes des alentours prises et reprises alternativement dans l'espace de quelques années par les soldats d'Ambroise de Loré et du comte d'Arrondel, sont enfin tombés sous les coups des soldats français (1444). Mais Courtaliéru reste encore aux Anglais. Les Français se résolurent de faire le siège de Courtaliéru, et de détruire ensuite par le feu ce dernier refuge. 
Courtaliéru devint la propriété de la maison de Vassé. Quoique détruite, cette place conserva néanmoins le titre de châtellenie.

### À voir dans les environs
- Évron, Abbaye Notre-Dame d'Évron
- Mézangers : Château du Rocher, Étang du Gué-de-selle
- Hambers : Montaigu
- Jublains
- Sainte-Gemmes-le-Robert : Rubricaire, Mont Rochard
- Sainte-Suzanne
- Vimarcé

## Liens
- Pays d'art et d'histoire Coëvrons-Mayenne

- Communauté de communes du Pays d'Évron

## Sources et bibliographie
- Mémorial de la Mayenne, Godbert, Laval, 1845, p. 402-407 ;
- Abbé Angot, « Les vicomtes du Maine », dans Bulletin de la Commission historique et archéologique de la Mayenne, 1914, no 30, p. 180-232, 320-342, 404-424. .